# Nigar Nazar
Nigar Nazar   (Karachi, 1953) és una dibuixant pakistanesa, considerada la primera dona dibuixant del món musulmà.

## Biografia
En una entrevista, admet haver llegit els seus primers còmics quan era petita als Estats Units, i el seu pare treballava a Washington com a diplomàtic. Després llegeix Peanuts, Richie Rich o fins i tot Little Lulu. Després de l'escola secundària, va començar a estudiar medicina, que va abandonar per dedicar-se al dibuix i va ingressar a una escola d'art. Va debutar als anys setanta al diari The Sun al mateix temps que va produir una caricatura per a televisió a Karachi. Va rebre una beca Fulbright el 2003.
Nigar Nazar és la fundadora i directora executiva de Studio Gogi a Pakistan, que també és el nom del personatge principal dels seus còmics. El personatge de Gogi, que va crear als anys setanta, és una dona XXI segle XXI i denuncia amb humor els problemes socials al Pakistan, com ara el fet que es prefereixin els nois que les noies. Tot i que és popular al Pakistan, els seus còmics poques vegades es publiquen a la seva terra natal menys popular que els còmics polítics, però alguns es mostren als autobusos de la capital, Islamabad. També admet haver d'autocensurar-se sobre determinats temes. En les seves tires, denuncia violacions dels drets de les dones, violència religiosa i domèstica, problemes ambientals, corrupció i milita per la tolerància religiosa.
El 2009 va ser convidada al Colorado College pel Programa Fulbright i el Programa d'especialistes visitants per parlar del seu treball i de la història del Pakistan. Poc abans va crear un taller de dibuix per a noies joves que fugien de la vall de Swat davant l'arribada dels talibans amb l'ajut de l'ONG Society for Tolerance, Environment and Education through Recreation.
Nazar il·lustra llibres per a nens compromesos políticament com Stranger Danger, que s'adreça a les nenes per advertir-les dels reclutadors extremistes que busquen suïcides.
També és la fundadora de l'Associació Jove Asiàtica per a Animadors i Dibuixants i dibuixa per al Fons de Nacions Unides per a la Infància.
El 2014 va ser nomenada entre les 100 Women de la BBC.